# Plagiognathus moerens
Plagiognathus moerens är en insektsart som beskrevs av Reuter 1909. Plagiognathus moerens ingår i släktet Plagiognathus och familjen ängsskinnbaggar. Inga underarter finns listade i Catalogue of Life.